# 14031 Rozyo
14031 Rozyo è un asteroide della fascia principale. Scoperto nel 1994, presenta un'orbita caratterizzata da un semiasse maggiore pari a 2,5892104 au e da un'eccentricità di 0,1975319, inclinata di 14,01847° rispetto all'eclittica.
L'asteroide è dedicato alla Scuola Elementare Rozyo, nella Prefettura di Kagawa.